# Света тебанска чета
Света тебанска чета је била најчувенија међу елитним јединицама старих Грка. Основана је приликом тебанског устанка из 379. п. н. е., основао ју је Горгида а реорганизовао ју је Пелопида који ју је и предводио на врхунцу њене моћи. Њене редове чинило је 150 парова мушких љубавника, вероватно одабраних да буду такмаци спартанској елити која је бројала 300 људи (хипејима). Издржавани су о јавном трошку, а вежбали су на Кадмеји (тебанском акропољу). Знатно су допринели победи Тебанаца у бици код Леуктре 371. г.
Света чета је поражена у бици код Херонеје, 338. године п. н. е.ре, против војске коју је предводио Филип II Македонски. Традиционална грчка хоплитска војска није могла да се пореди са новом фалангом Македонаца. Тебанска војска, заједно са њиховим савезницима, била је растурена и разбежала се. Света чета, иако опкољена, одбила је да се преда. Плутарх бележи да када је после битке Филип обилазио бојиште и видео 300 убијених ратника како леже један преко другог, схватио је да су они чета љубавника, расплакао се и рекао: „Нека буду истребљени који мисле да су ови учинили или осећали нешто срамно.“